# Осикове (Краматорський район)
Оси́кове — село Дружківської міської громади Краматорського району Донецької області, України. Засноване 8 липня 1999 року.

## Загальні відомості
Відстань до райцентру становить близько 10 км і проходить автошляхом Н20. Розташоване на лівому березі Кривого Торця. Землі села розташовані між селищем Олексієво-Дружківка Дружківської міської ради та Костянтинівкою Донецької області.

## Населення
За даними перепису 2001 року населення села становило 287 осіб, із них 42,51 % зазначили рідною мову українську та 57,14 % — російську.